# Everybody, Kimchi!
Everybody, Kimchi! (en hangul, 모두 다 김치) también conocida como Everything Kimchi y Todo con Kimchi, es una serie de televisión surcoreana de 2014, protagonizada por Kim Ji Young, Kim Ho Jin, Won Ki Joon y Cha Hyun Jung.
Fue emitida por MBC desde el 7 de abril hasta el 31 de octubre de 2014, con una extensión de 132 episodios emitidos de lunes a viernes a las 7:50 de la mañana (KST). Narra la historia de una mujer que luego de ser traicionada por su esposo, el abogado Lim Dong Joon, decide iniciar un negocio de Kimchi con lo cual desahoga sus penas.

## Reparto

### Principal
- Kim Ji-young  como Yoo Ha Eun.[3]
- Kim Ho Jin como Shin Tae Kyung.
- Won Ki Joon como Lim Dong Joon.
- Cha Hyun Jung como Park Hyun Ji.

### Secundario
Familia de Yoo Ha Eun
- Lee Hyo Choon como Na Eun Hee.
- Yoon Hye Kyung como Yoo Ji Eun.
- Seo Kwang como Jang Se Chan.

Familia de Park Hyun Ji
- Noh Joo Hyun como Park Jae Han.
- Lee Bo Hee como Ji Sun Young.

Familia de Lim Dong Joon
- Myung Ji Yun como Lim Soo Jin.
- Choi Ji Won como Lim Da Yool.

Relacionados con Tae Kyung
- Song Ah Young como Gong Ha Neul.
- Park Dong Bin como Bae Yong Suk.
- Lee Woong Hee como Altari.
- Jang Jae Won como Bae Hoon.

### Otros
- Park Cho Eun como Jung Eun Ae.
- Noh Soo Ram como Lee Mi Sook.
- Min Joon Hyun como Abogado.
- Hong Seok-cheon.

## Premios y nominaciones
| Año  | Premio           | Categoría                                                | Nominado     | Resultado |
| ---- | ---------------- | -------------------------------------------------------- | ------------ | --------- |
| 2014 | MBC Drama Awards | Premio a la alta excelencia, actor en una serie de drama | Kim Ho Jin   | Nominado  |
| 2014 | MBC Drama Awards | Premio a la excelencia, actriz en una serie de drama     | Kim Ji Young | Ganador   |

## Emisión internacional
- Malasia: Oh! K.
- Singapur: Oh! K.
- Taiwán: Videoland.